# 燃料電池開発情報センター
一般社団法人燃料電池開発情報センター（いっぱんしゃだんほうじんねんりょうでんちかいはつじょうほうセンター、英語名：Fuel Cell Development Information Center）は、燃料電池をはじめとする、新しいエネルギー技術の開発、研究、普及に関する情報提供を行っている組織である。略称はFCDIC。

## 概要
1986年7月に燃料電池の技術開発および燃料電池システムの導入・普及促進を目的とするサービス機関として、燃料電池関連企業や研究機関、自治体などの協力を得て設立された。
燃料電池技術に関する最新情報の提供として機関紙「燃料電池」や年報等の著作物の発行、燃料電池に関する研究開発成果の紹介、燃料電池関連企業の紹介、燃料電池を用いた製品の情報提供などを行っている。
様々な情報をウェブサイト上で提供しており、一般の方や研究者、企業などからのアクセスが可能である。また、燃料電池技術に関するシンポジウムや展示会、セミナー、イベント、講演会などを定期的に開催しており、燃料電池に関する知識や技術の普及に努めている。
現在の代表は東京科学大学名誉教授の岡崎健である。

## 所在地
東京都千代田区神田淡路町1丁目19−5

## 沿革
- 1985年　通産省工業技術院燃料電池担当研究開発官らにより燃料電池開発・普及に向けた組織作りが進められた。「燃料電池の発展を期待して」（1986年2月、344頁）を報告
- 1986年　7月、電力会社、新エネルギー総合開発機構(当時)、電機メーカー等の協力の下に「燃料電池開発情報センター」（FCDIC）が以下の体制で発足。代表：三井 恒夫（東京電力(株) 常務取締役）、副代表：酒井 博 （日本ガス協会常務理事）、杉本 健 （ＮＥＤＯ[13]理事）会員数　78機関、暫定的に工業技術院[14]内に事務局を設置1MW PAFCプラントの開発を進めていた東芝・日立・三菱・富士持回りで幹事を担当、研究会4回開催
- 1986年　事務局を（財）エネルギー総合工学研究所内（港区西新橋）（現、（一財）エネルギー総合工学研究所[15]）に移転
- 1987年　6月、年報「日本における燃料電池の開発」(“Fuel Cell RD & D in Japan”)（邦文／英文）を創刊、現在に至る
- 1988年　10月、ニュースレター（A4 12ページ程度、年4回発行）を創刊、2001年まで継続。以後、機関誌に発展
- 1990年　第12回Fuel Cell SeminarよりOrganizing Committeeの委員派遣始まる、現在に至る
- 1993年　9月、専任事務局を設置（千代田区神田小川町に移転、独立した事務局となる）
- 1994年　FCDICのロゴマーク採用（真壁輝男[16]氏（当時東京発電（株）、（公社）日本水彩画会[17]元理事長・現顧問）の原案をベースに専門デザイナーに委託）
- 1994年　6月、第１回「燃料電池シンポジウム」を学士会館（千代田区神田錦町）にて開催（委員長：太田健一郎[18]氏）
- 1995年　1st IFCC（国際燃料電池会議、NEDO主催、MITI後援、2月3日〜6日、東京）の事務局業務受託
- 1996年　会員数140機関、受託事業開始、2nd IFCC（NEDO主催、MITI後援、2月5日〜8日、神戸）の事務局業務受託「The Latest News」創刊、現在に至る 、英語版は2001年よりウェブサイトに掲載
- 1997年　7月、学術会員制度導入
- 1998年　5月、ウェブサイト開設（筑波大サーバー借用 ）
- 1999年　11月、3rd IFCC(NEDO共催、11月30日〜12月3日、名古屋)を開催
- 2001年　7月、機関誌「燃料電池」(The Journal of Fuel Cell Technology[19])を季刊誌として創刊、現在に至る）
- 2002年　12月、第1回寺子屋式講習会（初心者向け燃料電池講習会）を開催、現在に至る
- 2010年　8月、事務局を現在の千代田区神田淡路町に移転
- 2011年　10月、第4回新電極触媒シンポジウム＆宿泊セミナー（（一社）触媒学会[20] 燃料電池関連触媒、FC懇談会共催）の共催を開始
- 2012年　5月、第19回シンポジウムで、一般向けに燃料電池組立・体験コーナー（FC懇談会）が実施される（次年度以降FCDICと共催で実施）
- 2013年　2月、第1回国際交流会をFC懇談会共催で開催、恒例行事とする
- 2013年　4月、FCVフォーラム（第18回セミナー・講習会）を（地独）東京都立産業技術研究センター[21]共催、NEDO後援で開催
- 2013年　5月、第20回燃料電池シンポジウム記念大会。水素・再生可能エネルギーもテーマに加えて開催
- 2014年　8月少、人数・意見交換重視のミニ勉強会を開始
- 2014年　8月6日、非営利型の一般社団法人として登記（一般社団法人燃料電池開発情報センター設立）
- 2014年　9月1日、一般社団法人燃料電池開発情報センター発足
- 2016年　11月、一般社団法人 燃料電池開発情報センター顕彰規約制定